# أكمية قمحية
أكمية قمحية (الاسم العلمي: Aechmea triticina) هو نوع نباتي يتبع جنس الأكمية من فصيلة البروميلية.